# Quindio
Quindio (em castelhano: Quindío) é um departamento da Colômbia.

## Municípios
1. Armênia
2. Buenavista
3. Calarcá
4. Circasia
5. Córdoba
6. Filandia
7. Génova
8. La Tebaida
9. Montenegro
10. Pijao
11. Quimbaya
12. Salento

### Etnias
| Cor/Raça         | Porcentagem |
| ---------------- | ----------- |
| Brancos          | 67,12%      |
| Mestiços         | 30,8%       |
| Afro-colombianos | 2,46%       |
| Indígenas        | 0,41%       |
| Ciganos          | 0,01%       |